# Lee Falk
Leon Harrison Gross, beter bekend onder zijn alias Lee Falk (Saint Louis, 28 april 1911 - New York, 13 maart 1999) was een Amerikaans schrijver en stripauteur. Hij is vooral bekend als bedenker van de populaire strips Mandrake the Magician en The Phantom, die op het toppunt van hun populariteit miljoenen lezers wereldwijd hadden. Lee Falk was tevens een theaterdirecteur en -producent en werkte met acteurs als Marlon Brando, Charlton Heston, Paul Newman, Chico Marx en Ethel Waters. Naast strips schreef Lee tevens een aantal romans over The Phantom.

## Leven en carrière
Leon werd geboren in Saint Louis waar hij ook zijn jeugd doorbracht. Zijn moeder was Elanore Aleine (een naam die later in meerdere vormen zou opduiken in Mandrake en Phantom verhalen) en zijn vader Albert Gross. Beide waren Joods. Albert Gross stierf toen Leon nog een baby was en Elanore hertrouwde Albert Epstein.
Leon veranderde zijn naam nadat hij de hogere school had afgemaakt. Het is niet bekend waarom hij de naam "Falk" aannam, maar "Lee" was al zijn bijnaam sinds zijn kindertijd. Zijn broer, Leslie, nam ook de achternaam Falk aan.
Zijn officiële biografie beweert dat toen hij begon met zijn carrière als stripschrijver, hij een ervaren wereldreiziger was. In werkelijkheid had Lee dit verzonnen zodat hij wellicht meer geschikt leek als iemand die schreef over helden die de wereld rondreisden. Later in zijn leven werd Lee daadwerkelijk een ervaren wereldreiziger, naar eigen zeggen om te voorkomen dat zijn leugen als anekdote zou worden doorverteld door mensen die werkelijk ervaren wereldreizigers waren.
Gedurende de Tweede Wereldoorlog werkte Lee als redacteur voor propaganda bij het radiostation KMOX in Illinois. 
Lee Falk trouwde drie keer, met Louise Kanaseriff, Constance Morehead Lilienthal, en Elizabeth Moxley. Elizabeht hielp Lee soms met het bedenken van verhalen in zijn laatste jaren. Toen hij stierf maakte zij zelfs de laatste twee Phantom-verhalen waar Lee nog aan werkte af. Lee kreeg drie kinderen. Valerie (dochter van Louise Kanaseriff), en Diane en Conley (kinderen van Constance Morehead Lilienthal). 
Lee stierf aan een hartkwaal in 1999. Hij woonde de laatste jaren van zijn leven in New York, in een luxe appartement niet ver van Central Park. Hij had ook een zomerhuis in Cape Cod. Hij bleef letterlijk doorgaan met het schrijven van zijn strip tot de dag van zijn dood. Zijn personages Mandrake en Phantom zijn nog altijd populair.

## Creatie van Mandrake en The Phantom
Lee was al sinds zijn jeugd gefascineerd door goochelaars. Dit inspireerde de creatie van Mandrake the Magician. Volgens eigen zeggen schetste hij de eerste Mandrake strips zelf. Toen men hem vroeg waarom Mandrake zoveel op Lee leek antwoordde hij in een ruimte was met enkel een spiegel toen hij Mandrake bedacht. 
The Phantom werd geïnspireerd door Lees fascinatie voor mythen en legendes, zoals die van El Cid, Koning Arthur, Robin Hood, Noorse en Griekse sagen en populaire fictieve personages zoals Tarzan en Mowgli. Falk wilde The Phantom eigenlijk “The Gray Ghost” noemen maar gaf de voorkeur aan Phantom. Phantoms kostuum: een strak pak en masker, zijn vandaag de dag standaard geworden voor veel superhelden.
Lee dacht zelf dat zijn strips hooguit een paar weken zouden lopen. Maar beide zijn vandaag de dag nog altijd populair.

## Theater
Lees grootste passie was theater. Gedurende zijn leven beheerde hij vijf theaters en produceerde 300 toneelstukken, waarvan hij er honderd regisseerde. Hij schreef zelf 12 toneelstukken, waarvan twee musicals: "Happy Dollar" en "Mandrake the Magician", gebaseerd op zijn eigen strip. Na Lees dood regisseerde zijn weduwe Elizabeth een musical getiteld Mandrake the Magician and the Enchantress. 
Enkele van Lees toneelstukken bevatten beroemde acteurs zoals Marlon Brando, Charlton Heston, Basil Rathbone, Chico Marx, Ethel Waters, Paul Newman, Ezio Pinza, James Mason, Jack Warner, Shelley Winters, Farley Granger, Eve Arden, Alexis Smith, Victor Jory, Cedric Hardwicke, Eva Marie Saint, Eva Gabor, Sarah Churchill, James Donn, Eddie Bracken, Ann Corio, Robert Wilcox, en Paul Robeson.

## Prijzen en erkenning
Lee won veel prijzen gedurende zijn leven voor zijn werk. Een selectie:
- De Yellow Kid Award (1971)
- De Roman Lifetime Achievement Award
- De Adamson Award voor beste buitenlandse stripauteur (Zweden, 1977)
- De Golden Adamson (Zweden, 1986)
- Silver T-Square Award (Reuben Award, 1986)

In mei 1994 eerde Lees geboorteplaats St. Louis hem met een Lee Falk-dag.
Bij de première van de film The Phantom ontving Lee een brief van president Bill Clinton om hem te feliciteren met zijn werk.
Lee Falk was meerdere malen kandidaat voor een opname in de St. Louis Walk of Fame, maar tot dusver is dat nog niet gebeurd. Fans van Lee zijn op internet echter een petitie begonnen om Lee alsnog zijn plaats op deze Walk of Fame te geven.